# Olgierd Fietkiewicz
Olgierd Fietkiewicz (ur. 1 lipca 1932 w Wilejce, zm. 6 czerwca 2000 w Warszawie) – polski historyk i inicjator badań dziejów i teorii harcerstwa, redaktor czasopism harcerskich, redaktor naczelny Leksykonu harcerstwa, autor biografii i bibliografii harcerskich, członek władz ZHP, harcmistrz.
W 1959 roku zastępca komendanta Hufca ZHP Pruszków, następnie instruktor komendy Chorągwi Mazowieckiej. Od 1965 roku pracował w Głównej Kwaterze ZHP, zajmując się harcerstwem starszym i kształceniem. W latach 1972–1992 redaktor naczelny miesięcznika „Harcerstwo”, w którym publikował (w zeszytach) Harcerski słownik biograficzny. Był zastępcą redaktora w krakowskim „Harcerzu Rzeczypospolitej”, twórcą i pierwszym naczelnym dwutygodnika (obecnie miesięcznika) „Czuwaj”. Członek Rady Naczelnej ZHP i kilkakrotny delegat na zjazdy Związku.
Odznaczony wieloma odznaczeniami państwowymi i harcerskimi, m.in.
- 1968 – Srebrnym Krzyżem Zasługi,
- 1969 – Brązowym Medalem „Za zasługi dla obronności kraju”,
- 1970 – Złotym Krzyżem Zasługi,
- 1979 – Medalem KEN
- 1980 – Złotym Krzyżem za Zasługi dla ZHP,
- 1984 – Krzyżem Kawalerskim Orderu Odrodzenia Polski,
- 1984 – Medalem 40-lecia PL,
- 1982 – Srebrnym Medalem „Za zasługi dla obronności kraju”,
- 2015 – (pośmiertnie) Medalem XXV-lecia „Czuwaj”.

Jego imię nosi nagroda Naczelnika ZHP przyznawana za wzbogacanie wiedzy o historii harcerstwa i jej popularyzację.